# District de Shanhaiguan
Le district de Shanhaiguan (山海关区 ; pinyin : Shānhǎiguān Qū) est une subdivision administrative de la province du Hebei en Chine. Il est placé sous la juridiction de la ville-préfecture de Qinhuangdao.
Shanhaiguan marque l'extrémité orientale de la Grande Muraille, au point où elle rejoint la mer de Bohai.

## Grande muraille
Un tronçon de 35 m de la Grande Muraille a été détruit à Shanhaiguan pour faire passer une autoroute.

## Climat
| Mois                              | jan.  | fév. | mars | avril | mai  | juin | jui.  | août | sep. | oct. | nov. | déc. | année |
| --------------------------------- | ----- | ---- | ---- | ----- | ---- | ---- | ----- | ---- | ---- | ---- | ---- | ---- | ----- |
| Température minimale moyenne (°C) | −11,3 | −8,4 | −1,6 | 5,9   | 12,7 | 17,7 | 21,7  | 21   | 14,6 | 7    | −1,8 | −8,8 | 5,7   |
| Température moyenne (°C)          | −5,5  | −2,5 | 4,1  | 11,9  | 18,6 | 22,8 | 25,8  | 25,6 | 20,3 | 13,2 | 3,9  | −3,2 | 11,2  |
| Température maximale moyenne (°C) | 0,4   | 3,4  | 9,8  | 17,9  | 24,5 | 28   | 30    | 30,1 | 26   | 19,3 | 9,5  | 2,3  | 16,8  |
| Précipitations (mm)               | 2,8   | 3,3  | 10,3 | 22,3  | 54,3 | 75,5 | 168,1 | 180  | 57,2 | 23,8 | 12,3 | 3,3  | 613,2 |

## Personnalités
- Hai Zi (1964-1989), poète.

## Galerie

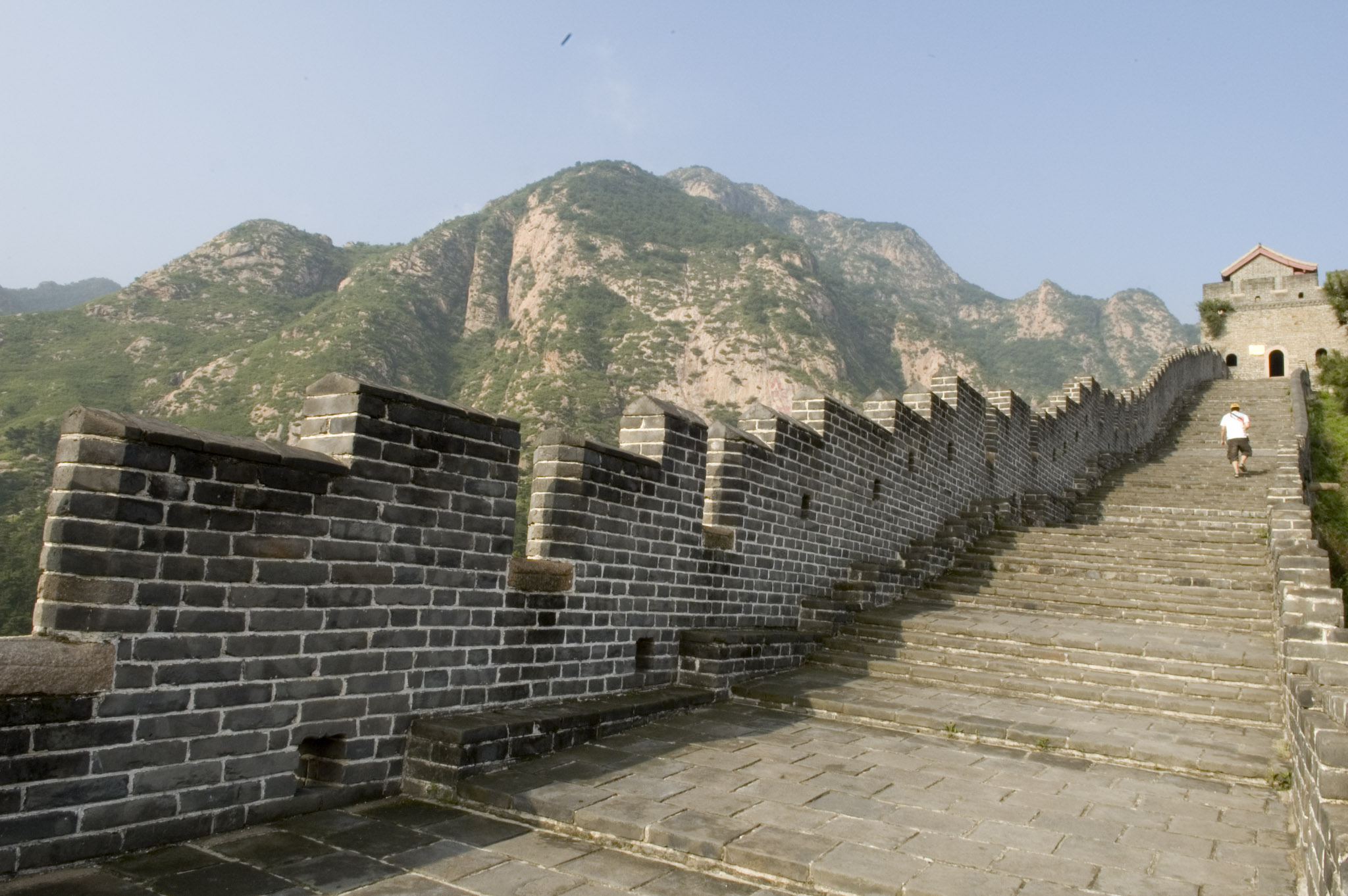
Grande Muraille
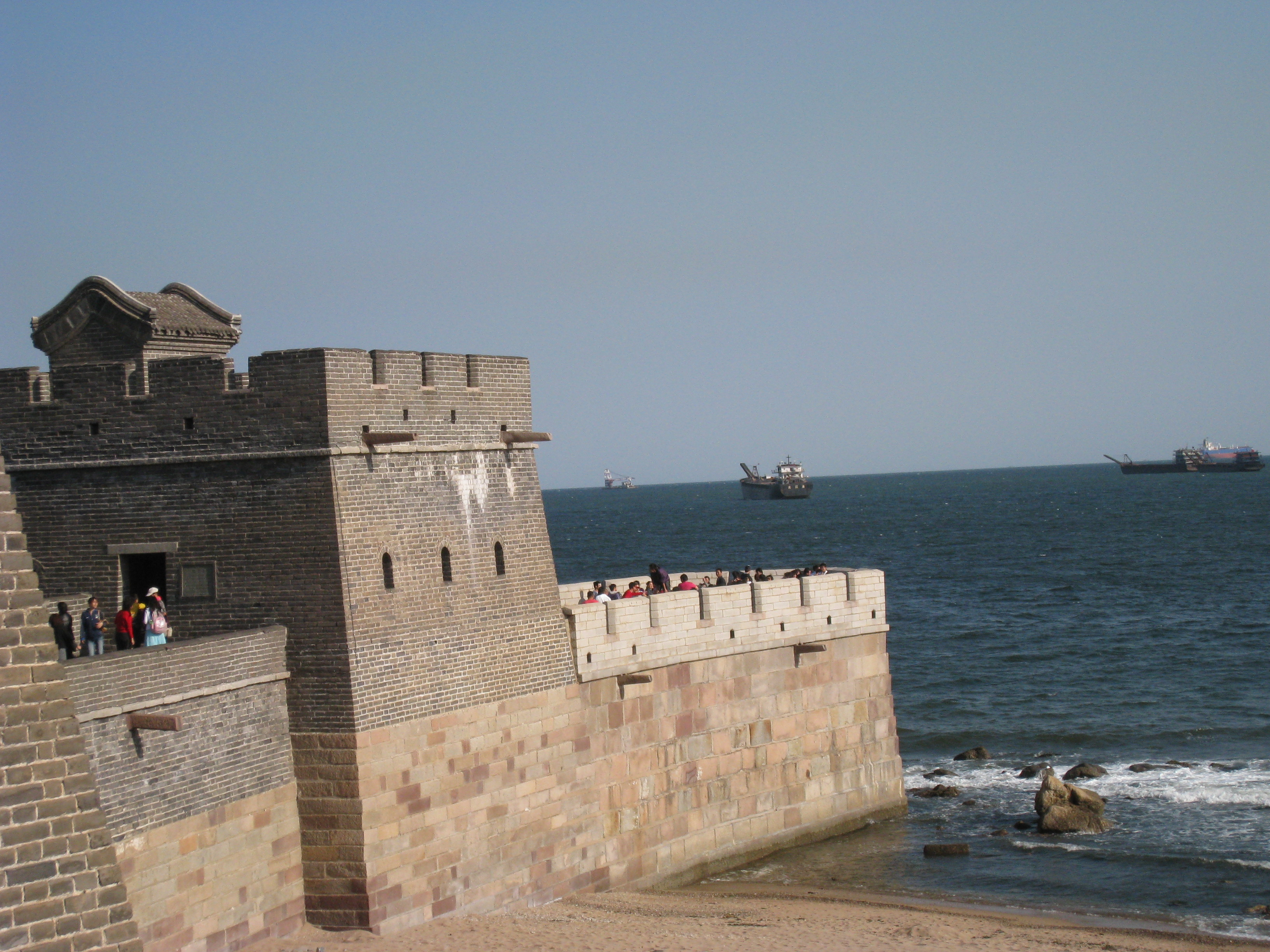
Point extrême